# République socialiste de Slovénie
1945–1991
Entités précédentes :
- Royaume de Yougoslavie (1941)
- Troisième Reich
- Royaume d'Italie
- Royaume de Hongrie
- Territoire libre de Trieste (1954)

Entités suivantes :
- République de Slovénie

La république socialiste de Slovénie (slovène : Socialistična republika Slovenija) est le nom donné entre 1963 et 1991 à un ancien État intégré à la république fédérative populaire, puis socialiste, de Yougoslavie.
L'entité porte plusieurs noms successifs : république populaire de Slovénie (Ljudska republika Slovenija) de 1946 à 1963, république socialiste de Slovénie de 1963 à 1990 et république de Slovénie à partir du 8 mars 1990.
La république de Slovénie proclame sa souveraineté le 23 décembre 1990, puis déclare officiellement son indépendance le 25 juin 1991. Elle est, en même temps que la république socialiste de Croatie, le premier État à faire sécession de la Yougoslavie.